# Santuario della Madonna del Monte (Rovereto)
Il santuario della Madonna del Monte è una chiesa cattolica di Rovereto. Nel corso del tempo venne chiamata anche Madonna dell'Assunzione, Madonna dell’Annunciazione e Madonna Consolatrice degli afflitti.

## Storia

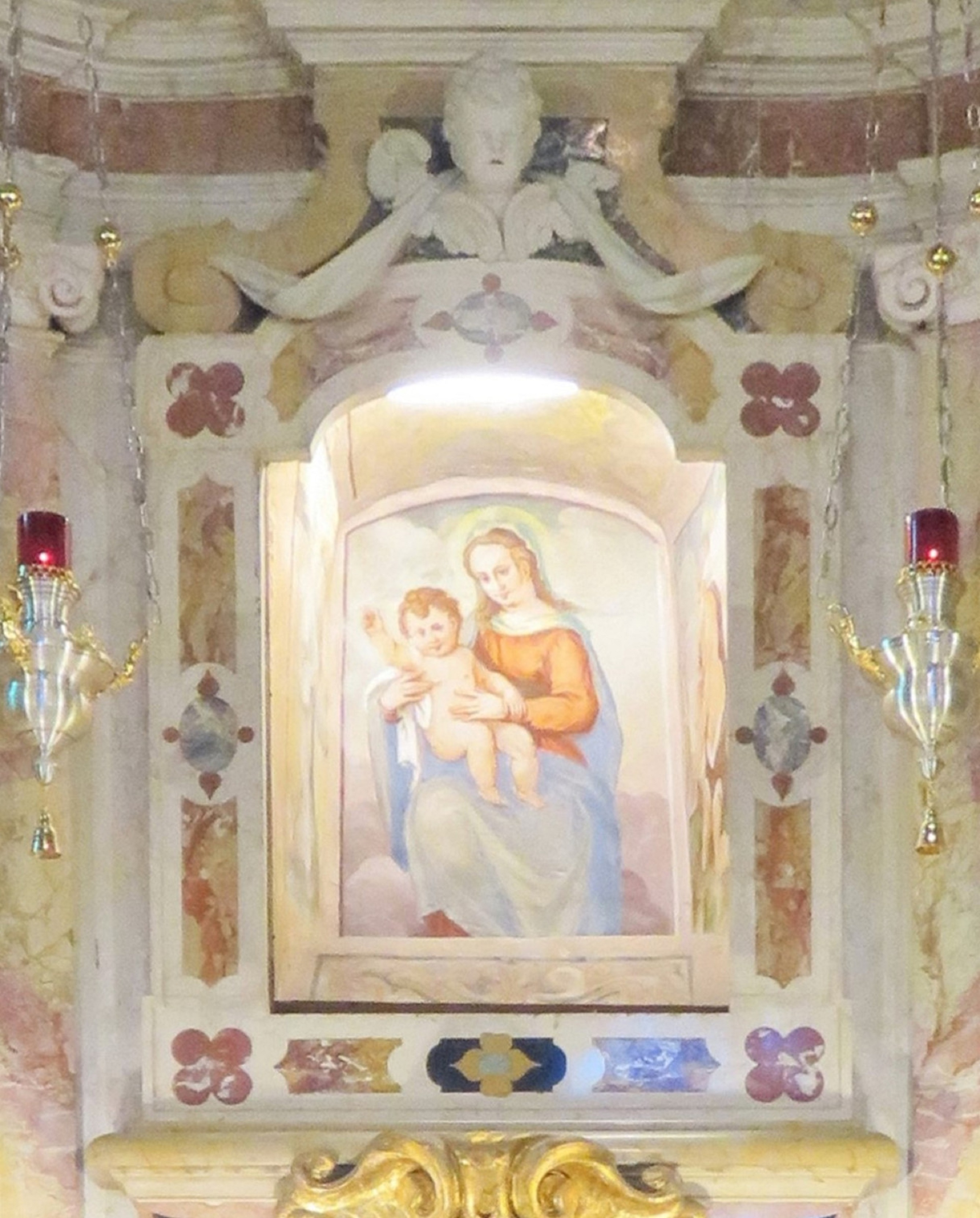
Antico affresco detto della Fusara raffigurante Madonna col Bambino ora parte dell'altar maggiore.

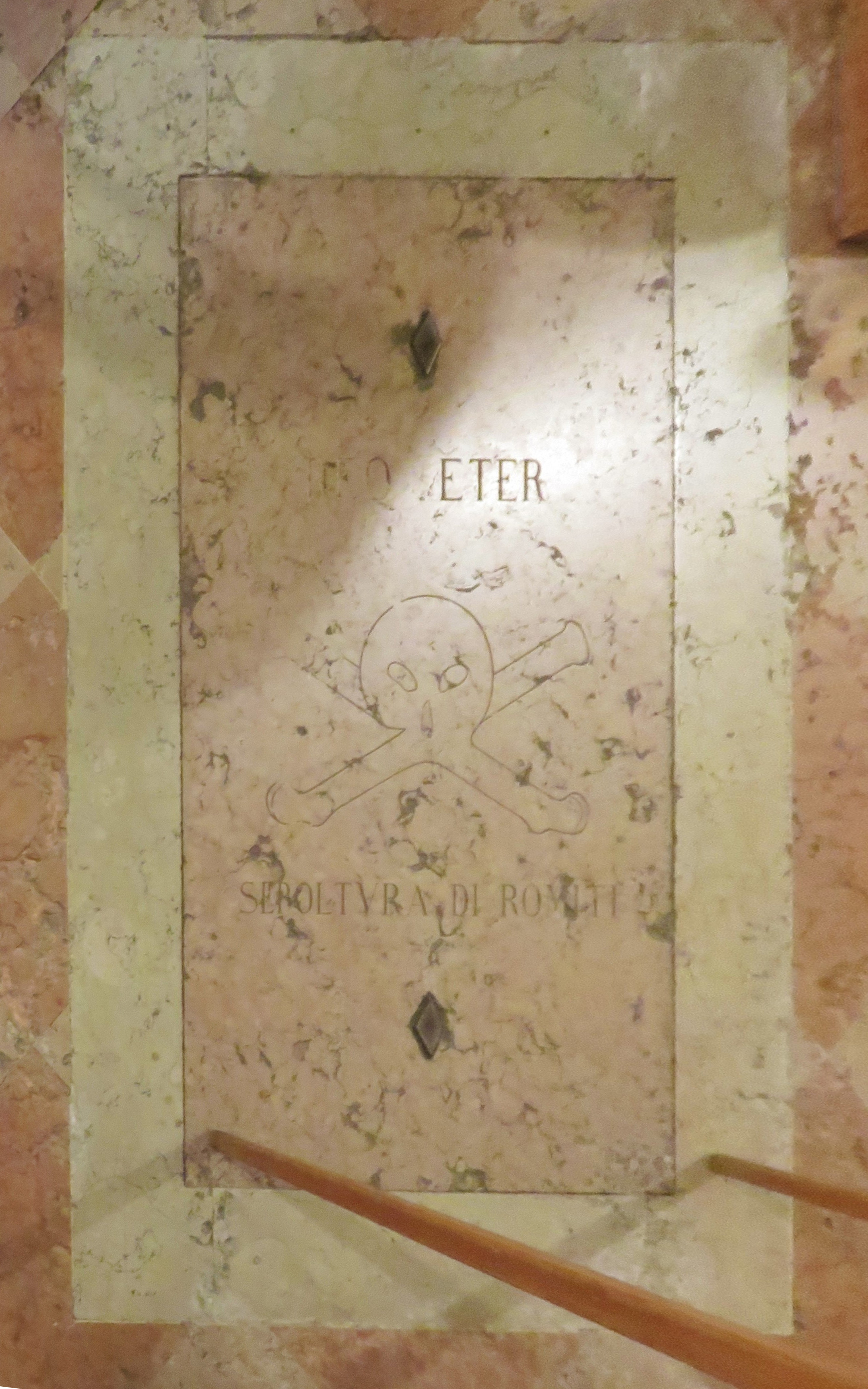
Lastra tombale sul pavimento all'ingresso del santuario con la scritta "SEPOLTURA DI ROMITI"

Sul sito esisteva, sin dal 1495, una piccola cappella sacra detta della Fusara perché fatta erigere da una roveretana, Mara Venturini, soprannominata Fusara. 
La piccola cappella conteneva nella sua nicchia l'opera di un artista sconosciuto, una Madonna con Bambino venerata dai roveretani anche come Madonna Consolatrice degli afflitti.
La prima pietra del santuario fu collocata nel 1602 e la costruzione fu terminata l'anno successivo. La chiesa fu dedicato alla Madonna Assunta, e l'affresco sino a quel momento nella piccola cappella divenne parte dell'altar maggiore della chiesa.
La costruzione ebbe inizio grazie al roveretano Silvio Prati e all'arciprete di Lizzana Alessio Tommasi (o Alessio Tomasini). Pochi anni dopo venne edificato, accanto alla chiesa, anche un romitorio per i religiosi che si dedicavano alla cura del luogo sacro. Una lastra tombale sul pavimento all'ingresso testimonia questa presenza.
Dal 1736 si ebbe un sacerdote stabile. Nel 1751 fu costruita la facciata, su progetto di Giovanni Scottini. 

### Chiusura temporanea del santuario imposta da Giuseppe II
Tra il 1786 ed il 1788, applicando le direttive di Giuseppe II d'Austria, la chiesa venne chiusa al culto e messa in vendita. Fu acquistata dapprima da Valentino Gasperini e poi dalla famiglia Grandi che voleva trarne profitto utilizzandola per scopi privati. Questo innescò una rivolta popolare ed i manifestanti entrarono in chiesa forzandone la porta. Grazie in particolare all'intervento di Giovanni Battista Tacchi, Cristoforo Penner e Tomaso Hortis, che si fecero carico dell'acquisto dell'immobile, la chiesa fu restituita al culto e nuovamente consacrata. In particolare, la famiglia Tacchi contribuì alle decorazioni della stessa.

### Santuario e famiglia Tacchi
Giovanni Battista Tacchi, nel 1792, acquistò da Cristoforo Penner e Tomaso Hortis le loro quote di proprietà dell'edificio sacro e, a sue spese, iniziò un'opera di restauro radicale. Da quel momento la famiglia Tacchi si assunse l'onere della gestione del santuario provvedendo per molti anni al mantenimento di un religioso che lo potesse custodire.

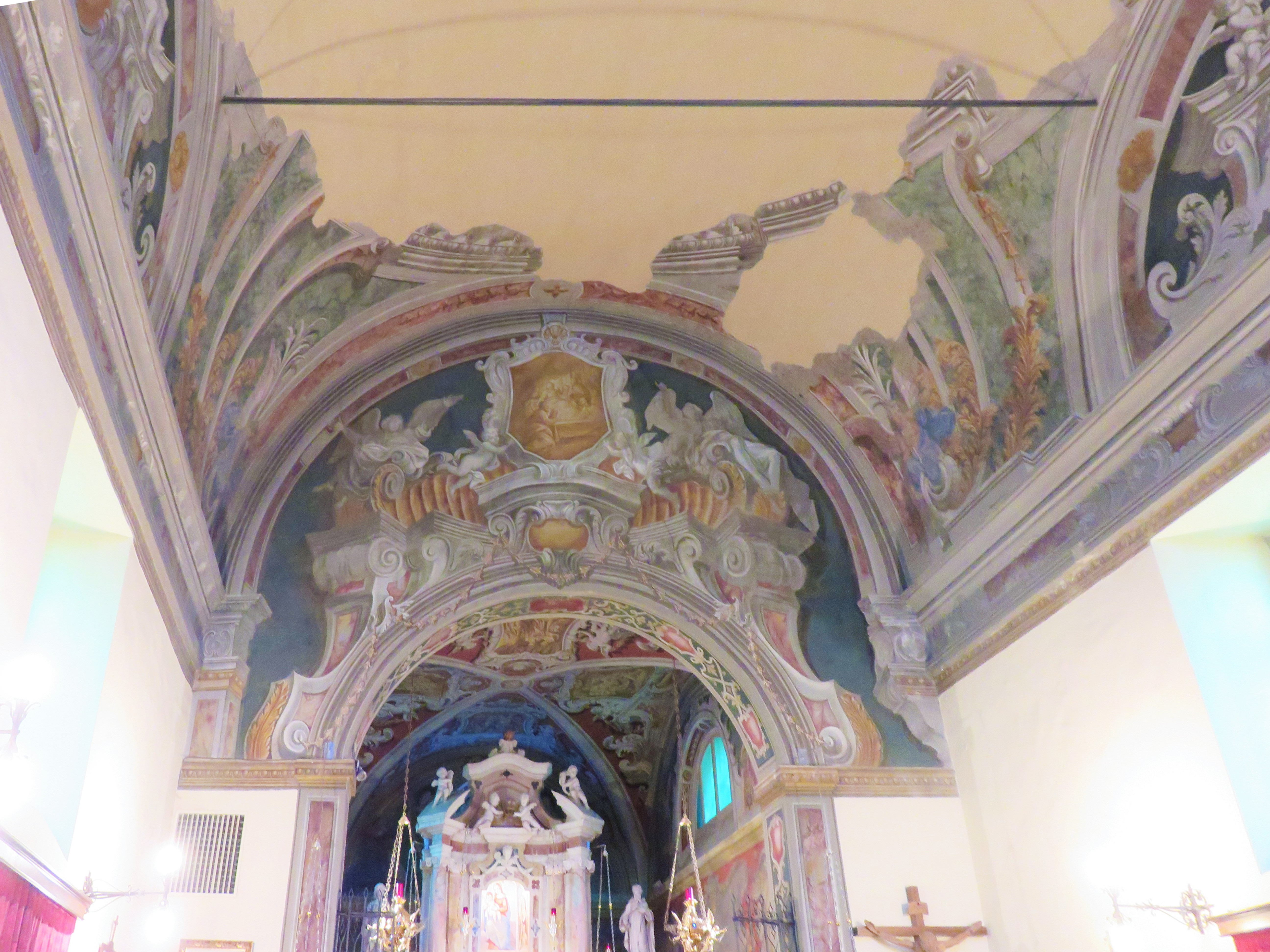
Volta della navata dopo gli interventi di restauro del secondo dopoguerra. Appare chiaramente il danno subito dalla parte centrale degli affreschi andati irrimediabilmente perduti.

#### Famiglia Tacchi di Rovereto
La famiglia Tacchi è stata molto importante a Rovereto e in Trentino. Ha espresso personalità come Gaetano (industriale della seta), Giovanni Battista (architetto), un secondo Giovanni Battista (industriale della seta e banchiere) e Giuseppe (architetto).

### Eventi bellici e ricostruzione
Le due guerre mondiali portarono gravi danni al santuario e durante entrambi i conflitti la volta della navata venne seriamente danneggiata. Nel 1937 Giovanni Tacchi fece restaurare sia la volta sia gli affreschi che erano andati distrutti, ma già dopo pochi anni le bombe fecero crollare la volta e parte della facciata.
Nel secondo dopoguerra si ebbero tre interventi di recupero e restauro; il primo tra il 1946 ed il 1950, il secondo tra il 1986 ed il 1987 e il terzo nel 2005.

## Descrizione

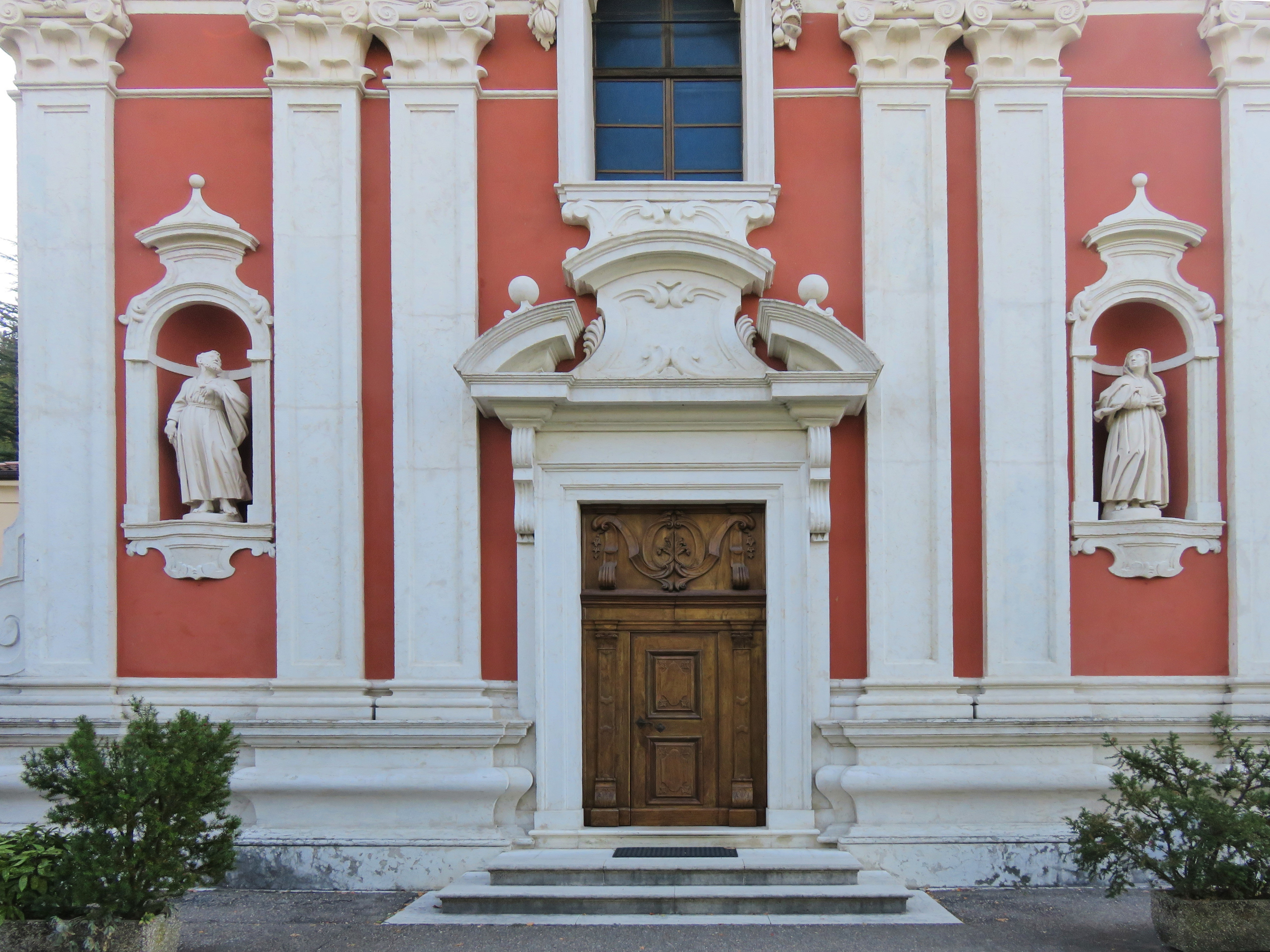
Primo ordine della facciata del santuario.

### Esterni

#### Facciata
La facciata, opera di Giovanni Scottini, è in stile barocco, con un importante portale accompagnato ai lati da due nicchie con statue, ed è suddivisa in due ordini più il frontone. 
L'ordine inferiore presenta sei paraste, due che svolgono la funzione di struttura laterale e quattro, binate, ad esaltare la parte centrale col portale e la grande finestra che arriva sino alla trabeazione. Ai lati del portale due grandi nicchie con statue.

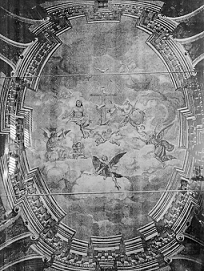
Aspetto della volta affrescata prima della sua distruzione e successivi restauri con perdita dell'affresco originario.

L'ordine superiore è ridotto sia in altezza che in larghezza, e si sovrappone perfettamente alla parte centrale dell'ordine inferiore, e presenta solo quattro paraste. Presenta un'elegante finestra barocca. Ai lati, staccati, due vasi che portano fiamme uniti al corpo centrale da volute.
Il frontone centinato è triangolare, ed è sostenuto dalle quattro lesene binate dell'ordine sottostante.

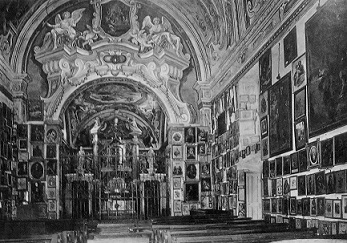
Interno come appariva all'inizio del XX secolo con pareti ricoperte di ex voto devozionali

La fiancata laterale sinistra presenta un accesso secondario architravato.

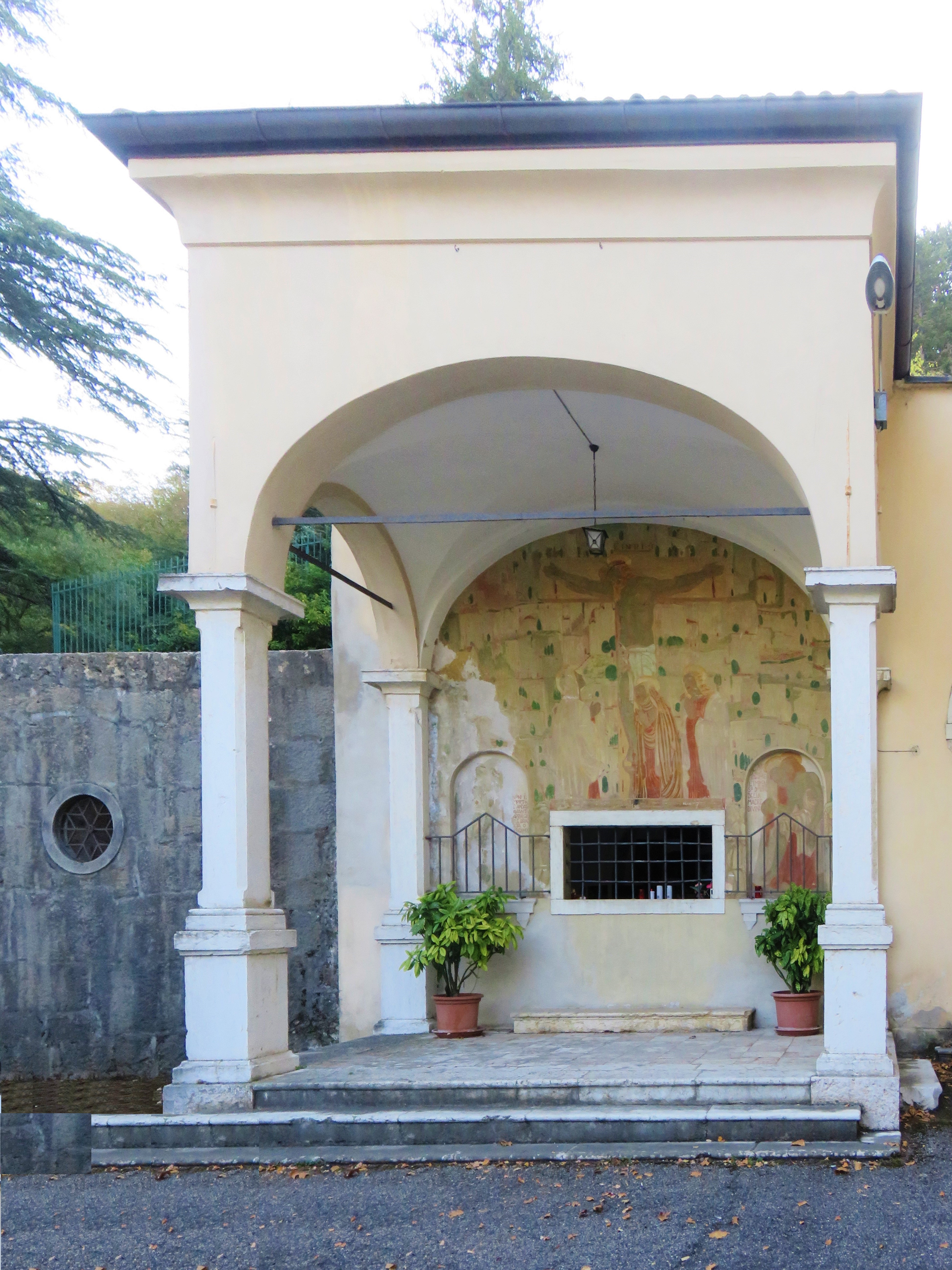
Cappella Sepolcro del Cristo

#### Campanile
La torre campanaria è aderente al corpo della chiesa, semplice e non molto elevata. La cella campanaria è aperta sui quattro lati con finestre alte e a tutto sesto. La copertura è piramidale, protetta da lamiera, e sorregge una sfera con la croce.

#### Torretta
Leggermente spostato verso destra e posteriormente sorge un edificio con una caratteristica torretta di altezza simile al campanile.

### Interni
Il santuario ha una sola navata con volta a botte. Nel presbiterio ai lati dell'altare maggiore, opera eseguita dalla nota famiglia di scultori Benedetti alla fine del seicento, vi sono due accessi con tende che permettono l'ingresso all'abside. La copertura absidale è a crociera. Tutto l'interno presenta decorazioni raffinate sia a carattere figurativo che simulanti strutture architettoniche o a cornice di rappresentazioni di momenti della vita della Madonna, a partire dal momento della sua nascita.
La volta a botte ha subito danni irreparabili durante i conflitti mondiali, con perdita degli affreschi originali. L'interno inoltre, in passato, era molto più ricco di ex voto devozionali.

## Cappella del Santo Sepolcro
La cappella del Santo Sepolcro o cappella del Cristo morto, è l'ultima stazione della Via Crucis di via Madonna del Monte, e si trova tra il santuario della Madonna del Monte ed il mausoleo della famiglia Tacchi. La cappella, che risale al 1735, è stata affrescata dal Donati. Tra il 1986 ed il 1987 è stata oggetto di un restauro finanziato dalla Provincia autonoma di Trento.

## Situazione
Il santuario, a lungo custodito da frati eremiti, da vari anni è affidato alle cure dei missionari della Consolata.